# Nigerias fotbollsförbund
Nigerias fotbollsförbund, officiellt Nigeria Football Federation, är ett specialidrottsförbund som organiserar fotbollen i Nigeria.
Förbundet grundades 1945 och gick med i Caf 1957. De anslöt sig till Fifa år 1960. Nigerias fotbollsförbund har sitt huvudkontor i staden Abuja.